# Фридрих Вилхелм фон Липе (1858–1914)
Фридрих Вилхелм Франц Юлиус Лудвиг Каликст фон Липе-Бистерфелд (на немски: Friedrich Wilhelm Franz Julius Ludwig Calixt Prinz zur Lippe-Biesterfeld; * 16 юли 1858, дворец Нойдорф; † 6 август 1914, убит при Лиеж) е принц от Липе-Бистерфелд, генерал-майор през Първата световна война.

## Произход
Той е син на граф Юлиус фон Липе-Бистерфелд (1812 – 1884) и съпругата му графиня Аделхайд Клотилда Августа фон Кастел-Кастел (1818 – 1900), дъщеря на граф Фридрих Лудвиг Хайнрих фон Кастел-Кастел (1791 – 1875) и принцеса Емилия Фридерика Кристиана фон Хоенлое-Лангенбург (1793 – 1859).
Фридрих Вилхелм е убит на 56 години на 6 август 1914 г. в битка при Лиеж през Първата световна война.

## Фамилия
Фридрих Вилхелм се жени на 10 януари 1895 г. в Меерхолц, Гелнхаузен, за Гизела Берта Аделхайд Клотилда Емма Клементина фон Изенбург-Бюдинген-Меерхолц (* 27 май 1871, Меерхолц; † 22 юни 1964, Гелнхаузен), дъщеря на граф Карл Фридрих фон Изенбург-Бюдинген-Меерхолц (1819 – 1900) и принцеса Агнес фон Изенбург-Бюдинген-Бюдинген (1843 – 1912). Те имат три деца:
- Каликста Агнес Аделхайд Ирмгард Хелена Карола Елиза Емма (* 14 октомври 1895, Потсдам; † 15 декември 1982, дворец Райнхартсхаузен, Ербах), омъжена на 14 август 1919 г. в Хемелмарк, Шлезвиг-Холщайн, за принц Валдемар Пруски (* 20 март 1889; † 2 май 1945), син на принц Хайнрих Пруски (1862 – 1929) и внук на император Фридрих III
- Барбара Елеонора Ортруд Клотилда Фрида Мария Берта Луитгард (* 30 януари 1897, Потсдам; † 16 януари 1983), омъжена на 16 октомври 1919 г. в Меерхолц за граф Николаус фон Лукнер (* 24 февруари 1894; † 24 септември 1966), син на граф Петер фон Лукнер (1858 – 1907) и Агнес Земелхак (1864 – 1958)
- Симон Казимир Рудолф Густав Волфганг Ото Фридрих (* 24 септември 1900, Потсдам; † 9 декември 1980, Гаутинг-Щокдорф, погребан в Детмолд), женен на 17 октомври 1935 г. в Щетин за Илза Шплитгербер (* 1 май 1909, Линденфелде, Померания; † 20 февруари 2004, Детмолд), дъщеря на Паул Шплитгербер и Елизабет Афхелдт